# City of Playford
City of Playford är en kommun i Australien. Den ligger i delstaten South Australia, omkring 26 kilometer norr om delstatshuvudstaden Adelaide. Antalet invånare är 85 069.
Följande samhällen finns i Playford:
- Angle Vale
- Smithfield
- Virginia
- One Tree Hill
- Waterloo Corner

Trakten runt Playford består till största delen av jordbruksmark. Runt Playford är det tätbefolkat, med 762 invånare per kvadratkilometer. Genomsnittlig årsnederbörd är 593 millimeter. Den regnigaste månaden är juli, med i genomsnitt 95 mm nederbörd, och den torraste är december, med 13 mm nederbörd.